# HMS Kite (U87)
«Кайт» (англ. HMS Kite (U87) — військовий корабель, шлюп типу «Модифікований Блек Свон» Королівського військово-морського флоту Великої Британії за часів Другої світової війни.
Шлюп «Кайт» був закладений 25 вересня 1941 року на верфі компанії Cammell Laird у Беркенгеді. 13 жовтня 1942 року він був спущений на воду, а 1 березня 1943 року увійшов до складу Королівських ВМС Великої Британії.
Корабель взяв активну участь у бойових діях на морі в Другій світовій війні, бився у Північній Атлантиці, біля берегів Франції, Англії та Норвегії, супроводжував арктичні та атлантичні конвої.
За проявлену мужність та стійкість у боях бойовий корабель заохочений чотирма бойовими відзнаками.

## Історія служби
Після введення в експлуатацію «Кайт» призначили до складу сил охорони транспортних конвоїв. У квітні шлюп увійшов до 2-ї ескортної групи під командуванням командира Ф. Дж. Волкера, що відзначилася як надзвичайно результативна та ефективна група протичовнової боротьби британського флоту. Іншими кораблями групи були «Сігнет», «Старлінг», «Вайлд Гус», «Вудпеккер» і «Врен».
У січні-лютому 1944 року шлюп взяв участь у знаменитому епізоді «Шість в одному поході», коли британці затопили шість німецьких U-Boot за одне патрулювання: U-592 — 31 січня (тип VIIC), U-762 — 8 лютого (тип VIIC); U-734 — 9 лютого (тип VIIC); U-238 — 9 лютого (тип VIIC); U-424 — 11 лютого (тип VIIC); U-264 — 19 лютого (тип VIIC).
20 серпня 1944 року «Кайт» супроводжував авіаносці «Віндекс» і «Страйкер», які, у свою чергу, супроводжували конвой JW 59 до Північної Росії, коли німецька авіація виявили транспортні судна в Баренцевому морі. О 06:40 21 серпня «Кайт» уповільнив швидкість до 6 вузлів, щоб звільнити кабелі імітаторів підводних човнів, які скрутилися один навколо одного. У цей вразливий момент U-344 капітан-лейтенанта Ульріха Піча випустив три торпеди по шлюпу, неправильно ідентифікувавши його легкий крейсер класу «Дідо». Корабель був вражений двома торпедами з правого борту і відразу ж перекинувся на протилежний бік. Корма відірвалася, плавала кілька секунд, а потім затонула. Ніс залишався на плаву хвилину, а потім затонув під крутим кутом. О 07:30 «Кеппель» зупинився, щоб забрати вцілілих, а британські шлюпи «Пікок» та «Мермейд» прикривали проведення рятувальної операції. Лише 14 із близько 60 тих, хто вцілів та опинився після вибуху у воді, вдалося врятувати з крижаної води, п'ятеро з них померло вже на борту, а потім були поховані в морі.

## Список потоплених ПЧ
«Кайт» узяв участь у знищенні 5 німецьких підводних човнів:
| Дата             | U-Boot | Тип       | Координати | Прим. |
| ---------------- | ------ | --------- | --- | --- |
| 24 червня 1943   | U-449  | типу VIIC | Північна Атлантика, північно-західніше мису Ортегаль 45°00′ пн. ш. 11°59′ зх. д. / 45.000° пн. ш. 11.983° зх. д. | потоплений глибинними бомбами «Кайта», «Врен», «Вудпекер» і «Вайлд Гус»                                            |
| 30 липня 1943    | U-462  | типу XIV  | Біскайська затока 45°33′ пн. ш. 10°58′ зх. д. / 45.550° пн. ш. 10.967° зх. д.                                    | потоплений британськими бомбардувальником «Галіфакс» і шлюпами «Врен», «Кайт», «Вудпекер», «Вайлд Гус» та «Вудкук» |
| 30 липня 1943    | U-504  | типу IXC  | Біскайська затока 45°33′ пн. ш. 10°56′ зх. д. / 45.550° пн. ш. 10.933° зх. д.                                    | потоплений британськими шлюпами «Врен», «Кайт», «Вайлд Гус» та «Вудпекер»                                          |
| 6 листопада 1943 | U-226  | типу VIIC | Північна Атлантика, на схід від Кейп-Рейс 44°49′ пн. ш. 41°13′ зх. д. / 44.817° пн. ш. 41.217° зх. д.            | потоплений глибинними бомбами «Кайта», «Старлінга» і «Вудкука»                                                     |
| 9 лютого 1944    | U-238  | VIIC      | Атлантика, південно-західніше мису Клір-Айленд 49°44′ пн. ш. 16°07′ зх. д. / 49.733° пн. ш. 16.117° зх. д.       | потоплений глибинними бомбами і бомбометів «Хеджхог» «Кайта», «Мегпай» і «Старлінга»                               |